# Lamberto Hont-Pázmány
Lamberto Hont-Pázmány (in ungherese Atyusz nembeli (III.) Atyusz; tra 1060 e 1070 – luglio 1132) fu un influente nobile ungherese vissuto a cavallo tra l'XI e il XII secolo, imparentato con la dinastia regnante degli Arpadi per via matrimoniale.
Tra gli aristocratici più ricchi del regno in quel periodo, fondò un'abbazia benedettina nei pressi di Bozók (oggi Bzovík, in Slovacchia).

## Biografia

### Origini e possedimenti terrieri
Re Béla II d'Ungheria confermò le precedenti donazioni alla neonata abbazia di Bozók nel 1135, stilando un atto che conserva molti dettagli sui rapporti familiari di Lamberto, fondatore del monastero. Sulla base delle informazioni disponibili, si immagina che Lamberto (II) discendeva dalla vasta e influente famiglia degli Hont-Pázmány tra 1060 e 1070. I loro progenitori, i cavalieri tedeschi Hont e Pázmány, giunsero nel regno d'Ungheria alla fine del X secolo e parteciparono attivamente alla sconfitta del comandante ribelle Koppány. È plausibile che Hont, stabilitosi nell'Alta Ungheria, fosse il bisnonno di Lamberto. Secondo un documento del 1135, il suo omonimo nonno, Lamberto (I), figlio di Hont, visse durante il regno di Stefano I d'Ungheria, e gli fu concesso il possesso degli insediamenti di Egyházasmarót (Hontianske Moravce) e Palatnya, nel comitato di Hont, da re Stefano intorno al 1030. Lamberto (I) aveva anche un fratello, tale Bény (I), ma si ignora se Lamberto (II) fosse il figlio di uno o dell'altro. Anche Lamberto aveva un fratello, tale Ippolito (Ipoly). È plausibile che il loro padre fosse morto prematuramente, poiché Lamberto (e forse Ippolito) fu adottato da un certo nobile, Krazeg, il quale non aveva eredi.

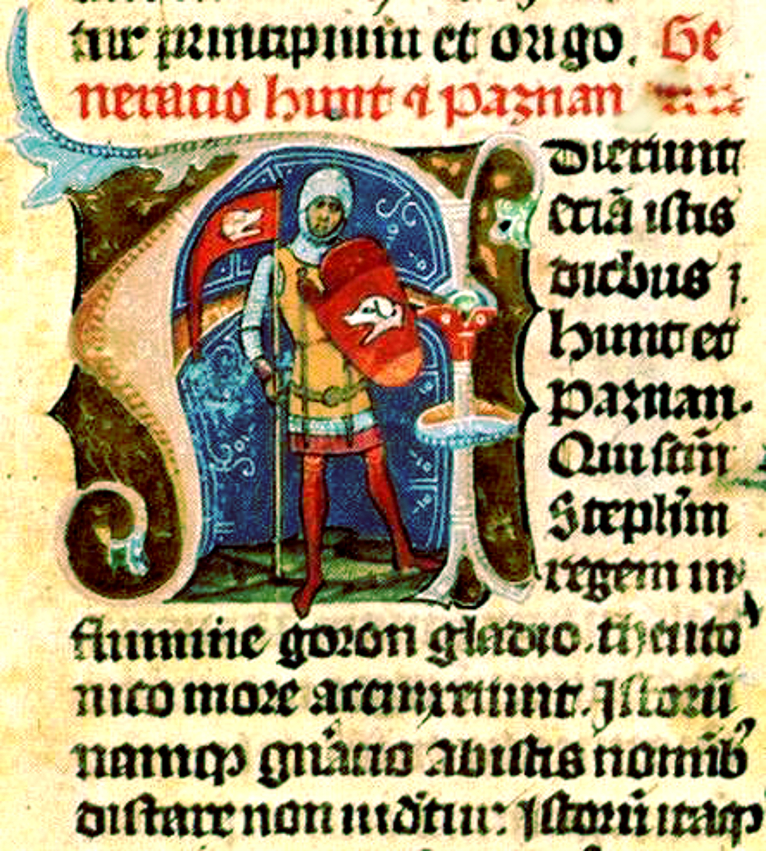
Il bisnonno di Lamberto, il cavaliere tedesco Hont, come raffigurato nella Chronica Picta

Lamberto ereditò vasti domini nell'Alta Ungheria, riuscendo nel corso della sua vita ad acquisire circa trenta proprietà terriere, diventando uno degli aristocratici più ricchi del regno d'Ungheria a cavallo tra l'XI e il XII secolo. Il grosso delle sue terre si trovava a nord del tratto del fiume Ipoly (Ipeľ), tra gli insediamenti di Visk (oggi Vyškovce nad Ipľom,cin Slovacchia) e Balassagyarmat lungo la linea del gyepű, dove gli Hont-Pázmány si erano insediati un secolo prima. Il documento della corona del 1135 elenca i feudi che Lamberto aveva donato all'abbazia di Bozók. La maggioranza dei suoi possedimenti terrieri si trovava nell'attuale Slovacchia, ma non risulta possibile ricostruirli tutti poiché alcuni sono insediamenti oggi non identificabili o il cui toponimo è variato. Il documento riporta anche le circostanze dell'acquisizione dei possedimenti terrieri elencati; laddove non compare, si tratta chiaramente di un patrimonio ereditato dalla famiglia Hont-Pázmány. Lamberto ereditò, tra le varie realtà, Bozók, Csenke (Čenkovce), Bény (Bíňa), Páld (Pavlová), Egyházasmarót, Palatnya, prati e boschetti a Kürt (Ohrady), poco più di 12 000 m² a «Ocyva», poco più di 40 000 a Szebele, un ettaro di terreno a «Dopub» e terreni arabili a Nyék (Vinica). Lamberto e la sua famiglia possedevano anche ciascuna porzione di Kelenye (Kleňany). Infine, ancora secondo il documento del 1135, Lamberto acquisì svariati feudi in modi diversi, in alcuni casi rivolgendosi ad altri nobili, in altri incamerandoli a titolo di dote.

### Matrimoni

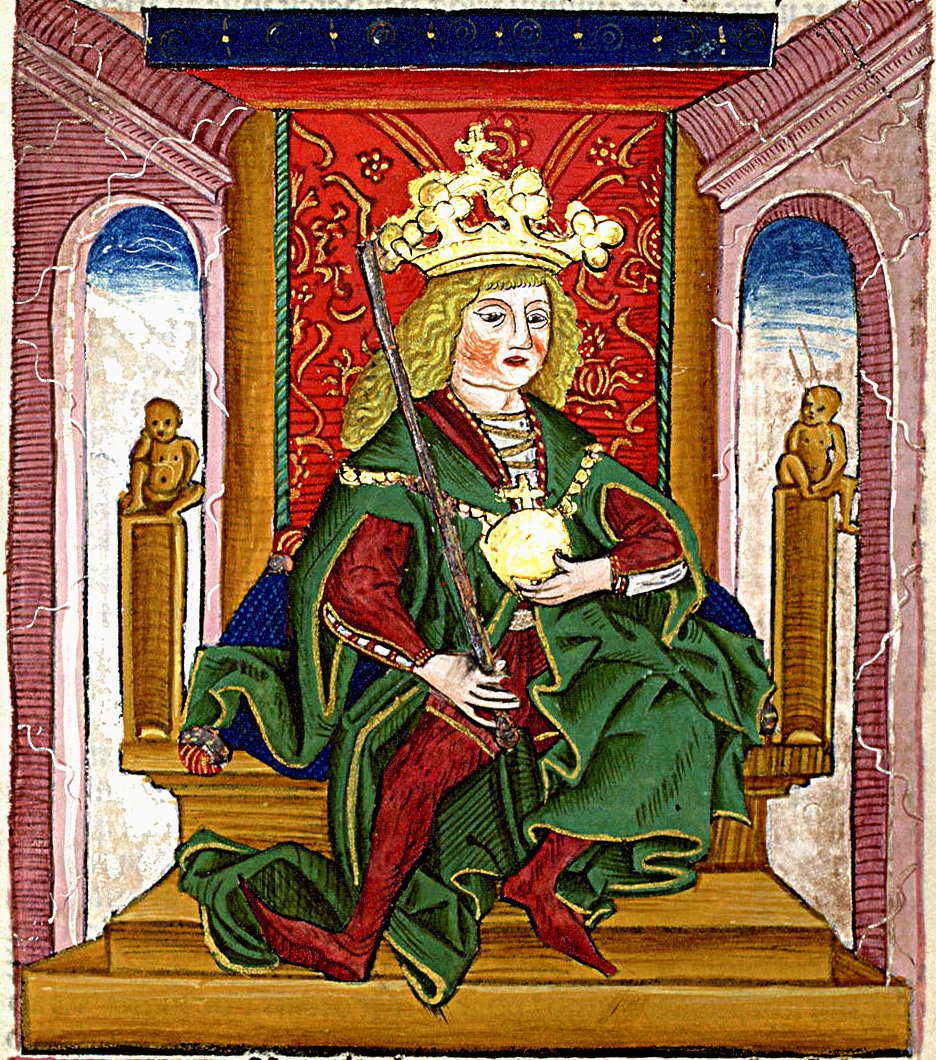
Il suocero di Lamberto, re Béla I d'Ungheria

Il summenzionato più volte documento della corona del 1135 attesta che Lamberto Hont-Pázmány sposò una figlia sconosciuta del defunto Béla I d'Ungheria per gentile autorizzazione del fratello della principessa, Ladislao I. Il documento identifica la donna come «soror» ("sorella") di Ladislao, senza citarne il nome. Il matrimonio ebbe luogo più verosimilmente tra il 1080 e il 1090 e questa principessa ignota era probabilmente la figlia minore di Béla I, che potrebbe essere nata uno o due anni prima della morte del padre (1063) e aver raggiunto l'età adulta al tempo del regno del fratello (1077-1095). A Lamberto fu concessa una sontuosa dote da suo cognato, re Ladislao, la quale includeva degli insediamenti collocati nell'Ungheria centrale. In virtù di questo matrimonio, Lamberto divenne uno dei pochi aristocratici imparentati con la dinastia regnante degli Árpád, il che rifletteva la sua ricchezza, la sua lealtà e il suo elevato prestigio sociale. Lo storico Péter Báling ha ritenuto inoltre che Lamberto avesse presumibilmente sostenuto le aspirazioni dei figli di Béla, Géza I d'Ungheria e poi Ladislao I, contro il loro cugino Salomone, per l'acquisizione del trono magiaro, e questo sostegno gli permise di sposare un membro della famiglia reale. È plausibile che il matrimonio non abbia dato figli e che la principessa, non identificata, sia morta in quel periodo, quando Lamberto fondò il monastero di Bozók.
Lo stesso documento menziona anche una certa Sofia come moglie di Lamberto in un altro punto del testo. Di conseguenza, quest'ultimo, sua moglie Sofia e il loro figlio Nicola avevano fondato l'abbazia grazie alle loro donazioni. La storiografia di epoca precedente ha erroneamente ritenuto che questa donna corrispondesse alla figlia omonima di Béla I, appunto Sofia, che fu sposa di Ulrico I di Carniola e poi di Magnus di Sassonia. Tuttavia, lo storico Mór Wertner ha dimostrato che la prima moglie di Lamberto, legati alla dinastia degli Arpadi, e la suddetta Sofia sono persone diverse. Il diploma del 1135 non si riferisce a Sofia come a una parente reale e non compie alcun riferimento esplicito (manca a tal proposito la parola «prefata»); ciò implicherebbe che Sofia, discendente di una famiglia aristocratica ignota, fosse la seconda moglie del potente signore (è d'altronde raro che un monarca avesse due figli con lo stesso nome se il maggiore visse fino all'età adulta). Lamberto ebbe tre figli: Bény (II) – che lo precedette nella morte –, Nicola e Sisto (o Syx). Béla II non si riferisce a loro come suoi parenti quando li menziona, motivo per cui tutti nacquero dal secondo matrimonio del padre. Va comunque notato che la mancata menzione della parentela potrebbe anche essere dovuta al fatto che Lamberto e la sua famiglia sostenevano la pretesa di Boris Colomanno al trono contro Béla II, di cui si dirà dopo, ragion per cui si potrebbe pensare fossero discendenti di Béla I. La maggior parte degli studiosi ha accettato l'interpretazione di Wertner. Al contrario, il genealogista Szabolcs de Vajay ha affermato che Sofia corrispondesse alla principessa ignota, e, in realtà, era figlia di Géza I (allora solo principe) e della sua prima moglie Sofia di Looz (Loon). Provvedeva ai bisogni della nobildonna orfana lo zio Ladislao I, secondo Vajay. Questa teoria esigerebbe comunque delle differenze sull'età di Lamberto, in quanto la sua nascita dovrebbe considerarsi posticipata di almeno dieci anni. Vajay ha sostenuto che i possedimenti terrieri di Lamberto appartenessero al territorio del ducato (Tercia pars regni) del principe Géza, a Nitra (Nyitra).

### Attività
(Chronica Picta)
Sono sopravvissute solo poche fonti che contengono informazioni sulle sue attività politica e sociale. Alla fine dell'XI secolo, Lamberto si avvicinò al seguito di Colomanno il Bibliofilo, il cui intero regno fu caratterizzato da una serie di aspri scontri con il fratello minore Álmos; vale comunque la pena ricordare, come detto sopra, che il principe una volta donò delle terre a Lamberto quando ancora governava il ducatus prima del 1108). Lamberto e suo figlio Nicola erano poi membri della corte reale del figlio di Colomanno, Stefano II d'Ungheria. Appartenevano al compagno del re nel luglio del 1124, che visitò la Dalmazia per confermare le precedenti concessioni e privilegi del padre alle città costiere. Questi dati confermano che Lamberto e suo figlio avevano partecipato anche alla campagna reale contro la regione, approfittando della temporanea assenza della flotta veneziana dal Mar Adriatico. Stando a Ferenc Makk, Lamberto era un membro importante di quel gruppo aristocratico «filo-Colomanno» e iniziatosi a disintegrare lentamente verso la fine del regno di Stefano II.

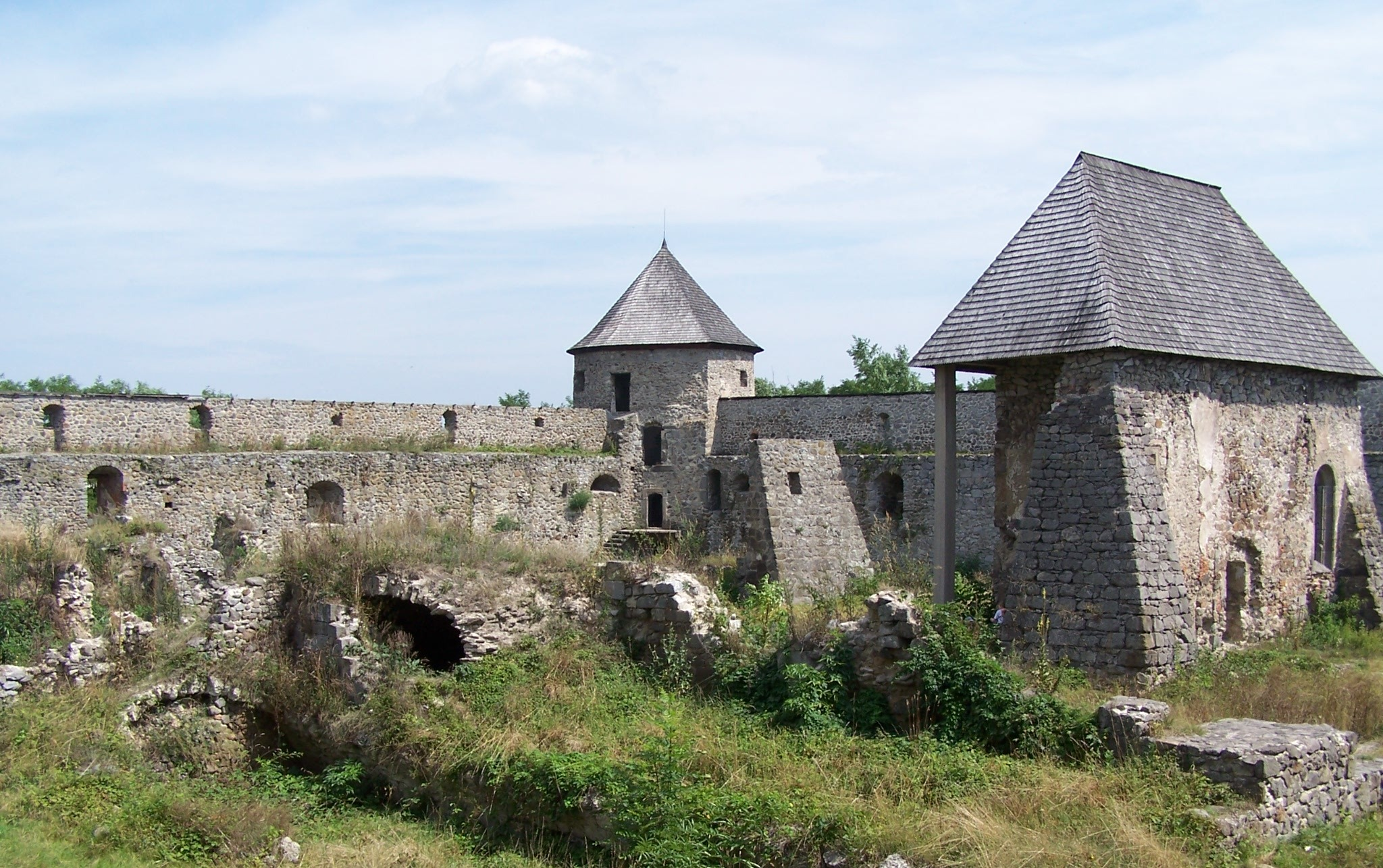
Le rovine dell'Abbazia di Bozók (Bzovík). All'interno si possono scorgere le mura del castello del XVI secolo

Il documento di Béla II del 1135 narra che Lamberto, Sofia e Nicola eressero un monastero benedettino nel loro feudo di Bozók sotto Stefano II e durante il mandato episcopale di Feliciano, arcivescovo di Strigonio. Se ne desume che la fondazione dell'abbazia avvenne tra il 1124 e il 1131, ma molto probabilmente nel periodo tra il 1127 e il 1131; in seguito, è noto che furono donati al monastero circa venti possedimenti, così come alcuni servi ai frati benedettini per la sua salvezza spirituale. Sisto, non fu coinvolto nella fondazione, preservò la proprietà della sua porzione di Kelenye. Il documento testimonia inoltre che un altro figlio di Lamberto, Bény, fosse già deceduto al momento della fondazione dell'abbazia. L'assegnazione all'abbazia di Bozók del feudo della corona di Ipolypásztó venne confermato dal giudice reale Giulio. Nel 1181, l'amministrazione dell'abbazia passò ai premostratensi.
Stefano II spirò, senza aver avuto eredi, nel marzo del 1131. Il figlio accecato del defunto Álmos, Béla II, salì al trono dopo il nipote del suo predecessore, Saulo, da Stefano nominato suo erede, era morto in seguito a una possibile guerra civile. Durante «un'assemblea del regno svoltasi presso Arad» tra l'inizio e la metà del 1131, la regina Elena ordinò l'uccisione di tutti i nobili accusati di aver suggerito a re Colomanno l'accecamento del marito. Lamberto accettò tacitamente la persona del nuovo sovrano, ma la sua influenza politica diminuì in modo notevole. L'anno successivo, Boris, presunto figlio di Colomanno, tentò di detronizzare Béla II con il sostegno di Boleslao III di Polonia. Dopo l'arrivo di Boris in Polonia, diversi nobili magiari si unirono a lui. Altri spedirono dei messaggeri a Boris per esprimere il loro sostegno, ma non è noto se Lamberto si fosse unito al seguito. Accompagnato da rinforzi polacchi e rus', Boris irruppe in Ungheria nella metà del 1132. Prima di lanciare un contrattacco contro Boris, Béla convocò un concilio sul fiume Sajó nel luglio del 1132, a cui parteciparono Lamberto e i suoi parenti. La Chronica Picta racconta che il re chiese «agli aristocratici più importanti d'Ungheria» presenti se sapessero se Boris «fosse un bastardo o il figlio di re Colomanno». I sostenitori del re attaccarono e massacrarono tutti coloro che si dimostrarono «sleali e contrari». Lamberto fu brutalmente assassinato dal fratello Ippolito, che lo percosse a morte con una sedia, mentre suo figlio Nicola finì catturato e decapitato. Nella successiva battaglia decisiva, combattuta sul fiume Sajó il 22 luglio 1132, le truppe ungheresi e austriache sconfissero Boris e i suoi alleati. A giudizio dello storico Ferenc Makk, un simile evento determinò la disgregazione definitiva del gruppo «filo-Colomanno», Ippolito si ribellò alla sua parentela e giurò fedeltà a Béla II. Tre anni dopo, Béla II ottenne le donazioni del defunto Lamberto al monastero di Bozók. Makk riteneva che i frati benedettini avessero avviato la conferma reale delle donazioni, rendendosi così indipendenti dalla persona del fondatore, morto «con disonore». Ciò coincideva con l'obiettivo politico del monarca di consolidare il suo potere.